# ميرزا

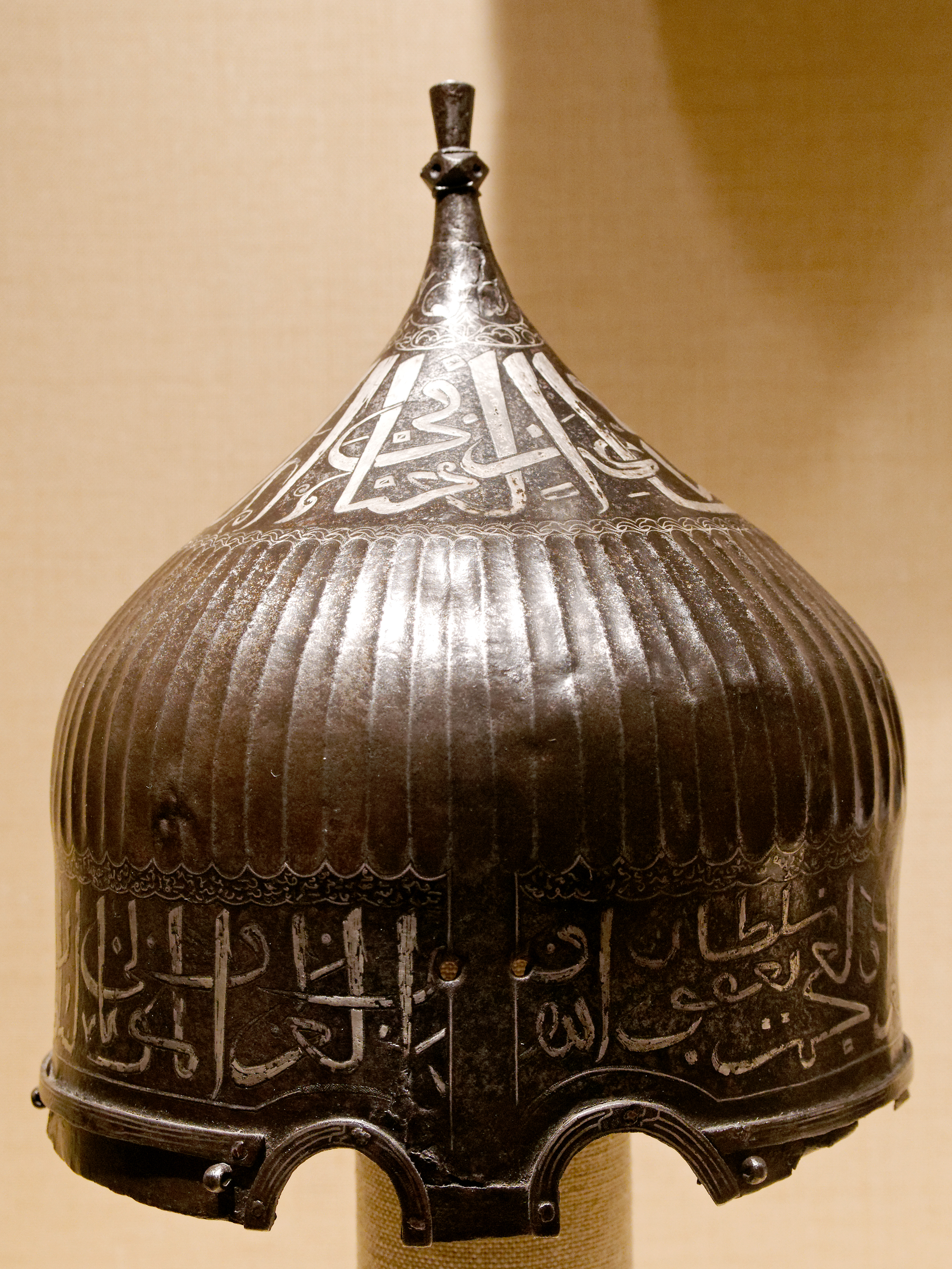

ميرزا اسم ولقب نبالة استخدم في إيران والدولة العثمانية مشتق من كلمة أمير وكلمة زاد الفارسية التي تعنى ابن. يتميز صاحب هذا اللقب بسبب علاقتة بالنسل المحمدي بصفات الشهامة والكرم والعطاء والمسامحة حيث يعتبر مزيج من الصفات الحسنة. ميرزا أيضًا لقب يُعطى لمن يصل نسبه للرسول محمد في بعض الدول الإسلامية من جهة الأم فقط.

## المشاهير
- ميرزا عادل أشكناني
- ميرزا غلام أحمد
- ميرزا وصفي
- ميرزا كوجك خان
- ميرزا فاريشانوفيتش
- القاص ميرزا
- عباس ميرزا